# Премия Симоны де Бовуар
Премия Симоны де Бовуар (фр. Prix Simone de Beauvoir pour la liberté des femmes) — международная премия в области прав человека за свободу женщин, присуждаемая с 2008 года отдельным лицам или группам, борющимся за гендерное равенство и выступающим против нарушений прав человека. Премия названа в честь французской писательницы и философа Симоны де Бовуар, известной своим трактатом 1949 года о правах женщин «Второй пол».
Премия была учреждена Юлией Кристевой 9 января 2008 года, к 100-летию со дня рождения де Бовуар. Сильви Ле Бон де Бовуар и Пьер Бра возглавляют комитет по присуждению премии Симоны де Бовуар. Сумма премии составляет 10 000 евро.

## Лауреаты
- 2008 — Таслима Насрин, бангладешская писательница, и Айаан Хирси Али, голландская феминистка, писательница и политик[4][5]
- 2009 — «Один миллион подписей», кампания движения за права женщин в Иране с требованием внести изменения в дискриминационные законы в Иране[6]
- 2010 — Ай Сяомин, китайский видеооператор и профессор Университета Чжуншаня, и Го Цзяньмэй, китайская юристка и основательница Центра изучения женского права и юридической помощи при Школе права Пекинского университета[7]
- 2011 — Людмила Улицкая, российская писательница и правозащитница
- 2012 — Association tunisienne des femmes démocrates[8]
- 2013 — Малала Юсуфзай, пакистанская студентка, блогер и активистка[9]
- 2014 — Мишель Перро, французский историк[10]
- 2015 — Национальный музей женского искусства[11]
- 2016 — мэр Лампедузы Джузи Николини за её участие в интеграции иммигрантов[3]
- 2017 — Польская ассоциация «Спасите женщин». Барбара Новака приняла приз[12]
- 2018 — Аслы Эрдоган, турецкая писательница[13]
- 2019 — Сара Гарсия Гросс, сальвадорская активистка[14]
- 2020 — Le Collectif 490, группа марокканских женшин и мужчин, выступивших за сексуальную свободу и против статьи 490-й марокканского уголовного кодекса[15]
- 2021 — Сколастик Муказонга, руандийская писательница[16]
- 2022 — La Maison des femmes de Saint-Denis, французская организация помогающая женщинам, попавшим в трудную ситуацию или ставшим жертвами насилия[17]
- 2023 — Иранские женщины, борющиеся за свободу, в память о Махсе Амини[18]